# Hélène Jakubowicz
Pour les articles homonymes, voir Jakubowicz.
Hélène Jakubowicz, née le 8 février 1925 à Paris (France) et morte le 30 septembre 1942 à Auschwitz, est une résistante française, membre des Jeunesses communistes qui meurt en déportation dans le camp d'extermination d'Auschwitz.

## Biographie
Hélène Jakubowicz est née le 8 février 1925 dans le 12e arrondissement de Paris. Elle se fiance avec Jacques Arbizer (né le 14 décembre 1922 à Varsovie, en Pologne), lui aussi résistant, fusillé le 31 mars 1942,,.
L'immeuble que sa famille occupe au 140, de la rue de Ménilmontant sert à organiser des actes de résistance durant l'Occupation. Elle est arrêtée en juillet 1942 à Troyes, où elle s'est rendue pour distribuer des tracts ; elle est déportée le 23 septembre, par le convoi no 36, du camp de Drancy vers le camp d'extermination d'Auschwitz où elle meurt à l'âge de 17 ans,,,,.

## Honneurs
- rue Hélène-Jakubowicz, dans le 20e arrondissement de Paris [9] ;
- jardin d'enfants pédagogique Hélène-Jakubowicz au 28 de la rue précitée[10].